# Malínky
Malínky (in tedesco Malinek) è un comune della Repubblica Ceca facente parte del distretto di Vyškov, in Moravia Meridionale.